# Bergslagernas Tidning
Tidningen startades den 30 april 1886 med titeln Lindesberg. Tidning för Lindesbergs stad, Lindes, Ramsbergs och Nya Kopparbergs bergslager 1886-1888 men bytte namn till Bergslagernas Tidning den 3 mars 1888. Utgivningen fortsatte i oavbruten nummerföljd med tillägget f. d. tidningen Lindesberg, detta tillägg utgick ur titeln den 2 januari 1889. Bergslagernas tidning gavs sedan ut till 14 juli 1951. Tidningen uppgick i Bergslagsposten den 16 juni 1951.

## Redaktion
Redaktionsort för tidningen var hela tiden Lindesberg. Tidningens politiska tendens var till 1920 moderat konservativ, men den klassas därefter till 1947 som neutral och efter 1947 som opolitisk. Redaktionssekreterare har varit J. P. Högborg  juli 1887 till mars 1893, sedan  L. Axel V. Dahlgren från mars 1893 till januari 1894 samt medarbetare har C. A. Lander och Nils S:son Bierke från 15 februari 11 juli 1892.
Tidningens periodiska bilagor var flera. En bilaga var Bergslagsnisse som kom en gång i veckan, på lördagar. Bilagan Järnbärarland Bergslagernas Tidnings illustrerade bilaga hade lokalhistoriskt innehåll och utkom med max 4 nummer per år åren 1903 till 1950. Bilagan kom ut bland annat till midsommar och jul. under november 1934 till 19 januari 1935 kom söndagsbilagan ut och det var samma tidning som tidskriften Veckobladet.
Tidningen gavs från 1888 till och med 1913 ut två dagar i veckan, onsdag och lördag. Från 1914 blev den kvällstidning tre dagar i veckan måndag, onsdag och fredag men efter 6 månader återgick den till tvådagarsutgivning onsdag och lördag morgon. 1919 gjordes en förändring till middagsutgivning tisdag och fredag. I oktober 1924 återgick man till morgon men samma veckodagar. 1926 blev tidningen tredagars för resten av utgivningstiden. Veckodagar var tisdag torsdag och lördag kl 06 på morgonen.
Tidningens fullständiga titel har varierat med olika editioner. Undertitel Bergslagernas allmänna nyhets- och annonsblad stod till 1926. Då ändrades titeln till Lindesbergs-, Nora- och Kopparbergsupplagan (Upplaga A) och Bergslagskuriren (Upplaga B). Då Bergslagskuriren inlemmades tillfogades detta i titeln till den 23 januari 1937 men sedan bara i parentes till 16 juni 1941. Sen blev undertiteln Tidning för Lindes, Kopparbergs och Grängesbergs bergslager, fram till upphörandet.
Bergslagernas Tidning har sedan juli 1896 juli åtföljts av bilagan: Bergslagnisse (se nedan). Editionen Bergslagskuriren från den 1 juni 1923 till 28 november 1936 då den åter gick upp i modertidningen. Denna edition har även beteckningen Upplaga B. Berglagernas tidning har då beteckningen Upplaga A.
Historik om tidningen finns den 13 december 1941 i Nya Wermlandstidningen som skriver om redaktör Birger Forsberg som fyller 50 år 8 juli 1943. Bergslagernas Tidning har en notis om f.d. redaktören Olof Kihlström som fyller 50 år.
| Period                | Ansvarig utgivare                                         | Titel                       | Period                | Redaktör                        |
| 1886-04-24–1887-06-22 | Petersson, Rosalia Ulrika, född Wiegandt.                 | (Tidningen Lindesberg)      | 1886-04-30–1887-06-?  | Petersson, Franz O              |
| 1887-06-23–1894-01-24 | Severin, Knut Erik Vallentin (först tidningen Lindesberg) | boktryckaren död 1894-01-24 | juli 1887–1894-01-24  | Severin Knut                    |
| 1894-01-25–1901-02-13 | Severin, Charlotte                                        | (änkan)                     | 1894-01-27–1912-06-12 | Dahlgren, Lars Axel Viktor      |
| 1901-02-14–1912-06-06 | Dahlgren, Lars Axel Victor                                | redaktören                  | 1912-06-15–1915-05-29 | Holmberger, Lars Hugo Vindician |
| 1912-06-07–1915-05-18 | Holmberger, Lars Hugo Vindician                           | redaktören                  | 1915-06-02–1917-01-24 | Lange, Clas Bernhard            |
| 1915-05-19–1917-01-25 | Lange, Clas Bernhard                                      | redaktören                  | 1917-01-27–1917-03-31 | Rosenberg, K.                   |
| 1917-01-26–1917-03-27 | Rosenberg, Carl Gustaf Gottlieb                           | tryckerifaktorn             | 1917-04-04–1919-02-18 | Forsberg, Erik Birger           |
| 1917-03-28–1917-03-28 | Forsberg, Erik Birger                                     | redaktören                  | 1919-02-21–1919-09-16 | ingen uppgift                   |
| 1919-03-11–1920-01-26 | Hedlund, Gabriel                                          |                             | 1919-09-19–1921-04-29 | Otto, Carl                      |
| 1920-01-27–1921-10-26 | Otto, Carl                                                | redaktören                  | 1921-05-03–1944-05-04 | Enström, Olof Johan Emil        |
| 1921-10-27–1928-10-05 | Hedlund, Johan Reinhold                                   | typografen                  | 1944-05-09–1946-01-03 | ingen uppgift                   |
| 1928-10-06–1944-07-01 | Enström, Olof Johan Emil                                  | redaktören                  | 1944-05-09–1946-01-03 | ingen uppgift                   |
| 1944-07-04–1950-09-18 | Roseen, Sture                                             |                             | 1946-01-05–1950-09-16 | Roseen, Sture redaktionschef    |
| 1944-07-04–1950-09-18 | Roseen, Sture                                             | 1950-09-19–1950-09-21       | Ingen uppgift         |                                 |
| 1950-09-19–1950-10-05 | ingen uppgift                                             |                             | 1950-09-23–1951-07-14 | Andersson, Karl redaktionschef  |
| 1950-10-07–1951-07-14 | Andersson, Karl                                           |                             | 1950-09-23–1951-07-14 | Andersson, Karl redaktionschef  |

## Tryckning
Förlaget hette Bergslagernas tidnings tryckeri 1894 till 1901, med säte i Lindesberg..att enkefru Charlotte Severin under firma Bergslagernas tidnings tryckeri ämnar fortsätta den tryckeri- och bokförlagsrörelse, som hennes aflidne man..
Från den 19 januari 190 till 14 juli 1951 hette förlaget Bergslagernas tidnings aktiebolag, också i Lindesberg med bolagsordning 1901 för Bergslagernas tidnings aktiebolag i Lindesberg.
| Period                | Tryckeri                                            | Ort        | Kommentar |
| 1886–1887-07-02       | R Pettersson                                        | Lindesberg |           |
| 1887-07-06–1894-01-27 | Knut Severins tryckeri                              | Lindesberg |           |
| 1894-01-31–1901-06-01 | Bergslagernas tidnings tryckeri                     | Lindesberg |           |
| 1901-06-05–1931-04-07 | Bergslagernas tidnings aktiebolags tryckeri         | Lindesberg |           |
| 1931-04-09–1931-07-14 | Bergslagspostens tidnings- & boktryckeri            | Lindesberg |           |
| 1931-07-16–1931-09-08 | Bergslagspostens tidnings- & boktryckeri, E. Åslund | Lindesberg |           |
| 1931-09-10–1934-10-30 | Bärgslagspostens tidnings- & boktryckeri            | Lindesberg |           |
| 1934-11-01–1941-08-05 | Bergslagernas tidnings tryckeri                     | Lindesberg |           |
| 1941-08-07–1951-07-14 | Bergslagspostens tidnings- & boktryckeri            | Lindesberg |           |

Tidningen fick ny tryckeriutrustning 1902, en press med kapacitet för 9 spalter. Tidningen trycktes bara i svart och hela tiden med antikva som typsnitt. Tidningen hade 4-10 sidor med max 10 sidor år 1950. Fram till 1920 hade den bara 4 sidor. Satsytan var hela tiden stora format, som störst 77 x 60 cm 1902 och minst 51 x 35 cm de sista åren. Upplagan var 1900 omkring 2000 exemplar och den ökade till 1927 då den nådde 5300 exemplar som var tidningens högsta upplaga. Upplagan låg sedan mellan 4000 och 5000 exemplar förutom 1942 och 1943 då upplagan räknades samman med Bergslagsposten och nådde 9700 exemplar. Tidningen kostade 4 kronor per år till 1918 och ökade till 10 kr 1921 men föll sedan till 8 kr 1934. 1935 med bilagan Veckobladet kostade tidningen 10 kr. Tidningen pris förblev stabilt till nedläggningen 1951 då den kostade 18 kronor.

## Bergslagsnisse
Bergslags-Nisse var en bilaga till tidningen från juli 1896 till slutet av år 1902. Bilagan var en dag i veckan, lördagar, med 4 sidor i folioformat och tre spalter, med särskilt midsommarnummer från 1898, på 16 sidor.